# Mestre Cupijó
Joaquim Maria Dias de Castro, mais conhecido como mestre Cupijó (Cametá, 26 de julho  de 1936 - Belém, 25 de setembro de 2012) foi um vereador, advogado, músico e compositor brasileiro, de música instrumental do estilo folclórica Siriá.
Cupijó faz parte de uma geração de músicos que ousaram transformar os ritmos populares do interior do estado paraense em sucessos radiofônicos, com a inserção de elementos inovadores, músicos como por exemplo: Mestre Vieira, Pinduca e Mestre Verequete. O mestre modernizou o ritmo folclórico paraense Siriá e, o tornou conhecido a nível nacional.
Joaquim Maria, nasceu na cidade de Cametá (estado do Pará). Era filho de Vicente, professor de música e maestro da Banda Sociedade Euterpe Cametaense (de 1874 uma das mais antigas do Estado).

## História
Chamado também de o Reinventor do Siriá, música típica da região cantada por negros considerada primo do carimbó, iniciou a carreira artística como clarinetista, mas tornou-se famoso com o saxofone. Trocou de instrumento quando a banda da cidade precisou de um substituto para o saxofonista falecido.
Joaquim Maria por ser filho de professor de música, começou a estudar música aos 12 anos.
Aos 13 anos, já tocava clarinete no grupo Jazz Batuta do Ritmo e, posteriormente na centenária Banda Euterpe.
Em Cametá, foi vereador e advogado provisionado (sem curso superior mas autorizado pela OAB a exercer a profissão). Também trabalhou como funcionário público estadual.
Na década de 1970, lançou seis discos LP e uma coletânea em CD, com as gravadoras Continental, Escorpião e Chantecler. Mas nunca sobreviveu da arte.
O mestre afastado dos palcos por conta da doença, há alguns anos vivia da aposentadoria. Mas reclamava do ostracismo. Sentia-se abandonado e esquecido. Fumou por muitos anos, assim sofreu de câncer de pulmão e de próstata, sofrendo os dois últimos anos de vida com dificuldades respiratórias e problemas de diabetes. Hospitalizado, contraiu pneumonia vindo a falecer em Belém de falência de órgãos.
Familiares e fãs aprovaram um projeto na lei de incentivo cultural, Lei Semear, para digitalizar e regravar os discos de Mestre Cupijó da década de 70, tendo apenas doze músicas selecionadas. Além disso, como não parara de compor, deixou diversas composições inéditas escritas.

## Inventividade
Para que o ritmo do Siriá não desaparecesse, este acelerou a batida e incluindo arranjos de sopro, agregando, ainda, a influência caribenha, como o mambo e o merengue. Sua adaptação fez sucesso na década de 1970 e, sendo regravado por Fafá de Belém e por Roberto Leal.

## Documentário
Após a morte, a cineasta Jorane Castro, sobrinha de Cupijó, produziu o documentário biográfico com apoio da Petrobras, Siriá por Mestre Cupijó, contando a história e a obra do mestre. Durante o processo, surgiu a ideia de montar uma banda para execução das músicas, dando origem ao grupo Baile do Mestre Cupijó. Formado por onze jovens músicos da região.